# Salemmarschen
Salemmanifestationen, Salemdemonstrationen eller Salemmarschen var en årlig demonstration i Salem i Sverige, som anordnades varje år från 2000 till 2010 i anslutning till årsdagen av mordet på Daniel Wretström den 9 december 2000. Manifestationen arrangerades av Salemfonden som angav att syftet var att demonstrera "mot svenskhat och det urskillningslösa svenskfientliga våldet".  Genom åren har Info-14, Nationaldemokraterna, Svenska motståndsrörelsen och Nordiska förbundet deltagit i demonstrationen.
Motdemonstrationer genomfördes varje år av grupper som ville visa sitt missnöje med marschdeltagarnas värderingar eller med våld stoppa marschens genomförande. Bland motdemonstranterna återfanns Nätverket mot rasism, Elevkampanjen, Rättvisepartiet Socialisterna, Syndikalistiska ungdomsförbundet, LO, Ung Vänster, Vänsterpartiet, Revolutionära fronten, SSU och Antifascistisk aktion. Demonstrationerna omgärdades av stora och ekonomiskt kostsamma polisinsatser. Salems kommunledning ansåg hela tiden att marschen inte borde hållas.

## Bakgrund
Under ett besök i Stockholmstrakten misshandlades den 17-årige Daniel Wretström till döds i Salem den 9 december 2000 av ett ungdomsgäng där några hade invandrarbakgrund. Wretström har kommit att ses som en martyr för vit makt-grupper, däribland nazister, eftersom mordet motiverades av att Wretström var skinnskalle med nationalistiska och nazistiska sympatier.[källa behövs] Bland motiven till att vissa organisationer, bland annat Nationaldemokraterna, deltog i marschen fanns bland annat missnöje med att mördaren dömdes till rättspsykiatrisk vård istället för fängelse, och att några av dem som misstänktes för medhjälp blev frikända.

## Salemfonden
Salemfonden är en nynazistisk paraplyorganisation för arrangemangen kring Salemmarschen. Organisationen, som kan sammankopplas med Info-14, har även samarbete med bland andra Nationaldemokraterna, Nordiska förbundet och Blood & Honour Scandinavia. Den numera upplösta organisationen Nationalsocialistisk front deltog till och med 2005.

## Marschens utveckling
Deltagande organisationer i Salemmarschen har inkluderat Nationaldemokraterna, Nationell Ungdom, Info-14, Nationalsocialistisk Front samt Blood & Honour Scandinavia. År 2005 deltog även Nordiska förbundet. Marschen har varje år genomförts med tillstånd från polisen.
Första året som Salemdemonstrationen arrangerades deltog Daniel Wretströms mor, men hon har efter det i media tagit avstånd från de politiska aspekterna av manifestationen. Enligt Expo deltog även representanter från Sverigedemokraterna. 

### 2001, 2002 och 2003

#### Marschen
År 2001, 2002 och 2003 har marscher hållits mellan Rönninge station och Salem. Manifestationen drog dessa år till sig ungefär 2 000 personer i snitt, vilket gjorde marschen till en av Europas största samlingar för vit makt-rörelsen.

#### Motdemonstrationen

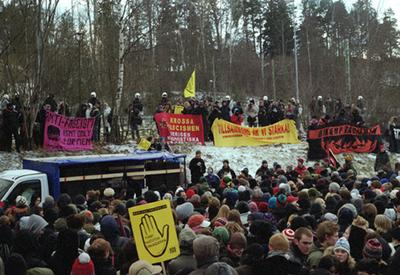
Bild från motdemonstrationen 2003.

Motdemonstrationer, organiserade av främst Nätverket mot rasism, har ägt rum varje år. Motdemonstranterna hade som huvudsakligt mål att hålla nazisterna borta från Rönninge torg. [källa behövs] "Polisen kunde väl ha öppnat eld mot de jävlarna" uttalade sig Björn Björkqvist om antirasisterna efter marschen 2002. Björkqvist var då propagandachef för NSF.
Polisen har av motdemonstranterna kritiserats för att polisinsatsen urartat genom att poliser anfallit och skadat motdemonstranter utan föregående provokation. Polisen däremot hävdar att man endast agerat i självförsvar samt att motdemonstranterna bland annat kastat stenar, pinnar och rökgranater. Mer kritik har kommit mot polisen för att de låtit nazisterna marschera med olika tillhyggen helt öppet trots att de haft låg tolerans mot motdemonstranterna. Motdemonstranterna har dessutom kritiserat massmedierna för att de bara redovisat polisens syn på konflikten för allmänheten. Ytterligare kritik mot polisen från Nätverket mot rasism är att polisen vid ett tillfälle uppmanade nazisterna att ansöka om demonstrationstillstånd, något som av motdemonstranterna uppfattades som ett stöd till nazisternas förberedelse av sin marsch.

### 2004

#### Marschen
År 2004 hade antalet deltagare i manifestationen minskat till cirka 1 500; bland annat Nationaldemokraterna hade uteblivit efter interna stridigheter. 

#### Motdemonstrationen
De större motdemonstrationerna hölls inne i Stockholm, istället för som tidigare år i Rönninge. Motdemonstranterna samlade 2 000 - 3 000 personer.

### 2005
Inför 2005 års marsch uppmanade kommunstyrelsen i Salem polismyndigheten att avslå ansökan om demonstrationstillstånd, en uppmaning polisen inte hörsammade. I ett brev till regering och riksdag skriver Salems kommunstyrelse att nazistmarschen i Salem är inte längre någon minnesmarsch utan ett främlingsfientligt arrangemang som varje år lamslår kommunen och sätter invånarna i skräck. Kommunen begärde också en översyn av lagen för att få ett stopp för nya marscher.

#### Marschen
Marschen 2005 var lugn och drog enligt media mellan 1 100 och 1 300 deltagare vilket är något hundratal färre än 2004. Polisen visiterade dock en del närvarande, och beslagtog bland annat knogjärn. 

#### Motdemonstrationen
Ett tusental motdemonstranter samlades tidigare på dagen i Stockholm i Nätverket mot rasisms demonstration. Samtidigt blockerades Stockholms centralstation av Syndikalistiska ungdomsförbundet och Karlbergs station av Antifascistisk aktion för att försvåra mobiliseringen till Salemmarschen. Flera tåg mot Rönninge, demonstrationens samlingsplats, ställdes in eller stannade inte vid de blockerade stationerna. Mindre bråk utbröt senare på stan mellan motdemonstranter och polis. Även fotbollshuliganer med kopplingar till vitmaktrörelsen rapporterades vara inblandade i bråken.

### 2006

#### Marschen
Själva salemmarschen avlöpte på ett lugnt sätt och cirka 1 000 personer deltog i det försenade fackeltåget. Likt föregående år gick de samlade under tystnad från stationen till den plats där Daniel Wretström dog. Väl på plats hölls ett flertal tal, bland annat av Daniel Wretströms kusin som även läste upp ett meddelande från Daniel Wretströms mor där hon tackar för att minnet av hennes son hålls vid liv.

#### Motdemonstrationen
Inför salemmarschen den 9 december 2006 hade Nätverk Mot Rasism tillsammans med flera andra organisationer (bland annat Antifascistisk aktion och Syndikalistiska ungdomsförbundet) förberett en fredlig demonstration som ägde rum ett par timmar innan demonstrationen i Salem.
Under den antifascistiska demonstration som hölls deltog enligt polisen 500-600 personer. Enligt arrangörerna var ungefär 1 100 personer på plats. Demonstrationen avlöpte även den på ett lugnt sätt; dock stannade många kvar efter att demonstrationstillståndet utlöpt klockan 14:00 för att blockera Salemmarschen. Efter att de kvarvarande motdemonstranterna vägrat följa polisens uppmaning att skingras uppstod konfrontationer. Flera av motdemonstranterna blev fysiskt avvisade med bland annat hästar och polishundar. Tre personer greps misstänkta för förberedelse till grov misshandel och våld mot tjänsteman. Enligt vittnen på plats ska flera motdemonstranter ha brutit upp gatsten och kastat mot polisen.
På grund av den antifascistiska blockaden försenades marschen med cirka två timmar. En tyst motmanifestation hölls tidigare under dagen i Salem och en motdemonstration hölls även på Södermalm.

### 2007
På kvällen den 6 december 2007 upphävde Länsrätten i Stockholm tillståndet för demonstrationen.. Den 7 december upphävde kammarrätten beslutet att dra in tillståndet för marschen. De grundade sitt beslut på att polisen ansåg sig ha kontroll över situationen. Den polisiära insatsen kostade cirka sex miljoner kronor.

#### Marschen
En privatperson stod bakom ansökan att arrangera fackeltåget från Rönninge station till Säbytorpsvägen och Säbyvägen mellan 16:00 och 19:00. Deltagarna i fackeltåget uppgick till mellan 900 och 1000 personer.

#### Motdemonstrationen
Vänsterpartiet fick tillstånd att demonstrera i Salem centrum mellan 10:00 och 12:00 på lördagen. Nätverket mot rasism fick arrangera ett demonstrationståg som börjar och slutar på ängen vid grusplanen på Säbytorgsvägen med start- och sluttider 12:00 och 15:00. Under dagen stoppade polisen över hela landet bussar på väg till Salem och krävde de resande på identifikationshandlingar. Danska polisen begärde tio personer gripna, som omhändertogs av polisen i Salem. Den antirasistiska demonstrationen, med några hundra personer, började runt 13:30. Omkring 500 motdemonstranter gömde sig i skogen efter den officiella demonstrationen, och en del spred ut sig i grupper runtom i staden.
Strax under 200 personer omhändertogs av polisen under dagen. Exakt hur många antirasister som deltog i den tillståndsgivna demonstrationen tidigt på eftermiddagen var oklart. Enligt demonstranterna själva uppgick antalet till 1250, andra källor uppgav att antalet snarare låg runt 1 000.
Det huvudsakliga motdemonstrationståget bröts efter en given signal av i två block. Det första fortsatte demonstrationen som planerat och den andra spred ut sig i Salem. Utbrytarblocket bestod av runt 500 personer. Man lyckades fördröja fackeltåget med två timmar. Militanta vänsteraktivister anlade bränder i soptunnor och kastade sten mot brandkåren och polisen.

### 2008
År 2008 ägde Salemmarschen rum den 6 december. En motdemonstration som var stillastående mellan centrum och Skyttorpsskolan i Salem, arrangerades av Nätverket mot rasism klockan 12:00-15:00. Salemmarschen var planerad att avgå från pendeltågsstationen i Rönninge klockan 16:00. Marschen samlade 700 deltagare, färre än någonsin tidigare.

### 2009
Salemmarschen 2009 samlade drygt 500 deltagare, vilket var färre än något tidigare år. Två motaktiviteter ägde rum. En manifestation anordnad av Uppsalabor mot rasism som hölls i Rönninge centrum där tal hölls mot främlingsfientligheten och för framgångsrikt antifascistiskt arbete och Stoppa nazismen – Aktivt ickevåld, SNAIV, stod vid demonstrationsrutten med lappar med dödsoffer för nazistiskt våld

### 2010
Vid tioårsjubileet samlade Salemmarschen enligt polisen 700 deltagare.

### 2011
Salemmarschen lades ned på grund av tidsbrist bland arrangörerna i Salemfonden.
Den nationalsocialistiska rörelsen genomförde en demonstration på Mynttorget i Stockholm den 10 december, med stöd från Svenskarnas parti, Nationaldemokraterna och Nationell Idag. Enligt arrangören skulle en ledamot från Sveriges riksdag hålla tal, men i stället läste arrangörerna upp ett anonymt brev.

### 2012
Inte heller år 2012 blev Salemmarschen av. Arrangören av 2011 års demonstration på Mynttorget meddelade den 14 november på sin hemsida att man inte skulle arrangera någonting under 2012. Anledningen uppgavs vara att majoriteten av de som var med i arrangörsgruppen föregående år sedan dess har fått flera andra politiska åtaganden. Polisen bekräftade också att de inte fått in någon ansökan för en demonstration.